# Свипи (Цхумари)
Свипи (груз. სვიფი) — село в Грузии, на территории Местийского муниципалитета края (мхаре) Самегрело-Верхняя Сванетия.

## География
Село находится в северо-западной части Грузии, на левом берегу реки Ингури, на расстоянии приблизительно 14 километров (по прямой) к западо-юго-западу от посёлка городского типа Местиа, административного центра муниципалитета. Абсолютная высота — 1212 метров над уровнем моря.

## Население
По результатам официальной переписи населения 2014 года в Свипи проживало 123 человека (61 мужчина и 62 женщины). В национальной структуре населения грузины составляли 100 %.
| Год  | Население, человек |
| ---- | ------------------ |
| 2002 | 118                |
| 2014 | ↗ 123              |